# Babylon (album, Jaromír Nohavica)
Babylon (2003) je jedenácté album Jaromíra Nohavici. Deska byla vydána po tříleté pauze od alba Moje smutné srdce. S aranžmá písní zde pomáhá Vít Sázavský a Čechomor. Na albu jsou s výjimkou písně Na dvoře divadla pouze nové skladby. Jaromír Nohavica jako již tradičně hraje nejen na kytaru, ale také na heligonku. Ke slovu přijde i sedmistrunná kytara.

## Seznam písní
1. Krupobití 2:04
2. Mařenka 2:31
3. Ostravo 2:04
4. Babylon 3:07
5. Na dvoře divadla 1:31
6. Sestřičko ze špitálu 1:54
7. Ženy 2:52
8. Masopust 3:13
9. Pochod Eskymáků 1:51
10. Milionář 3:56
11. Nic moc 3:14
12. Dlouhá tenká struna 3:35
13. Velká voda 3:03
14. Převez mě, příteli 2:35

## Účinkují
- Jaromír Nohavica (zpěv – 1–14; ak. kytara – 1, 4, 5, 6, 8, 10, 11, 13, 14; sedmistrunná ak. kytara MN – 2; Heligonka – 3, 9)
- Ondřej Kabrna (Hammond Organ – 1),
- Miroslav Klus (sbor – 9; pískání – 14),
- Jan Militký (el. kytary – 1),
- Jiří Neužil (klavír – 12),
- Pavel Plánka (bicí – 1),
- Karel Plíhal (ak. kytary – 6, 11),
- Radek Pobořil (trubka – 5, 9, akordeony – 7; sbor – 9)
- Vít Sázavský (basová kytara – 1, 13; velký buben – 5, 9; maracas – 7; sbor – 9; preparovaný trombón – 9; tamburína – 11; viola – 13; kotle – 13; foukací harmonika – 14).